# NGC 3250C
NGC 3250C (другие обозначения — ESO 317-28, MCG -7-22-8, IRAS10255-3944, PGC 30774) — галактика в созвездии Насос.
Этот объект не входит в число перечисленных в оригинальной редакции «Нового общего каталога» и был добавлен позднее.